# Walk (musikalbum)
Walk är ett musikalbum från 2003 av jazzsångerskan Jeanette Lindström.

## Låtlista
Alla låtar är skrivna av Jeanette Lindström där ej annat anges.
1. Intro – 2'12
2. This Time – 6'01
3. Walk – 5'44
4. Reasons – 2'42
5. Trains and Boats and Planes (Burt Bacharach/Hal David) – 4'53
6. Turning Pages (Jeanette Lindström/Peter Nylander) – 5'28
7. Interlude 1; Waiting – 2'24
8. The Two Lonely People (Bill Evans/Carol Hall) – 6'55
9. I Run (Jeanette Lindström/Peter Nylander) – 5'42
10. Interlude 2 – 2'20
11. Where is Wolfgang? – 2'19
12. What Remains – 4'23
13. Closer – 3'23
14. That Sorry School (Jeanette Lindström/Marshall Glover) – 7'07
15. Keeping Things Whole (Jeanette Lindström/Mark Strand) – 2'37

## Medverkande
- Jeanette Lindström – sång
- Staffan Svensson – trumpet
- Peter Nylander – gitarr
- Daniel Karlsson – piano, keyboards
- Severi Pyysalo – vibrafon
- Christian Spering – bas
- Peter Danemo – trummor, slagverk
- Ale Möller – luta, hackbräde

## Recensioner
- Svenska Dagbladet 6 mars 2003